# Luigi Credaro
Luigi Credaro (Sondrio, 15 gennaio 1860 – Roma, 15 febbraio 1939) è stato un politico, storico della filosofia e pedagogista italiano.

## Biografia

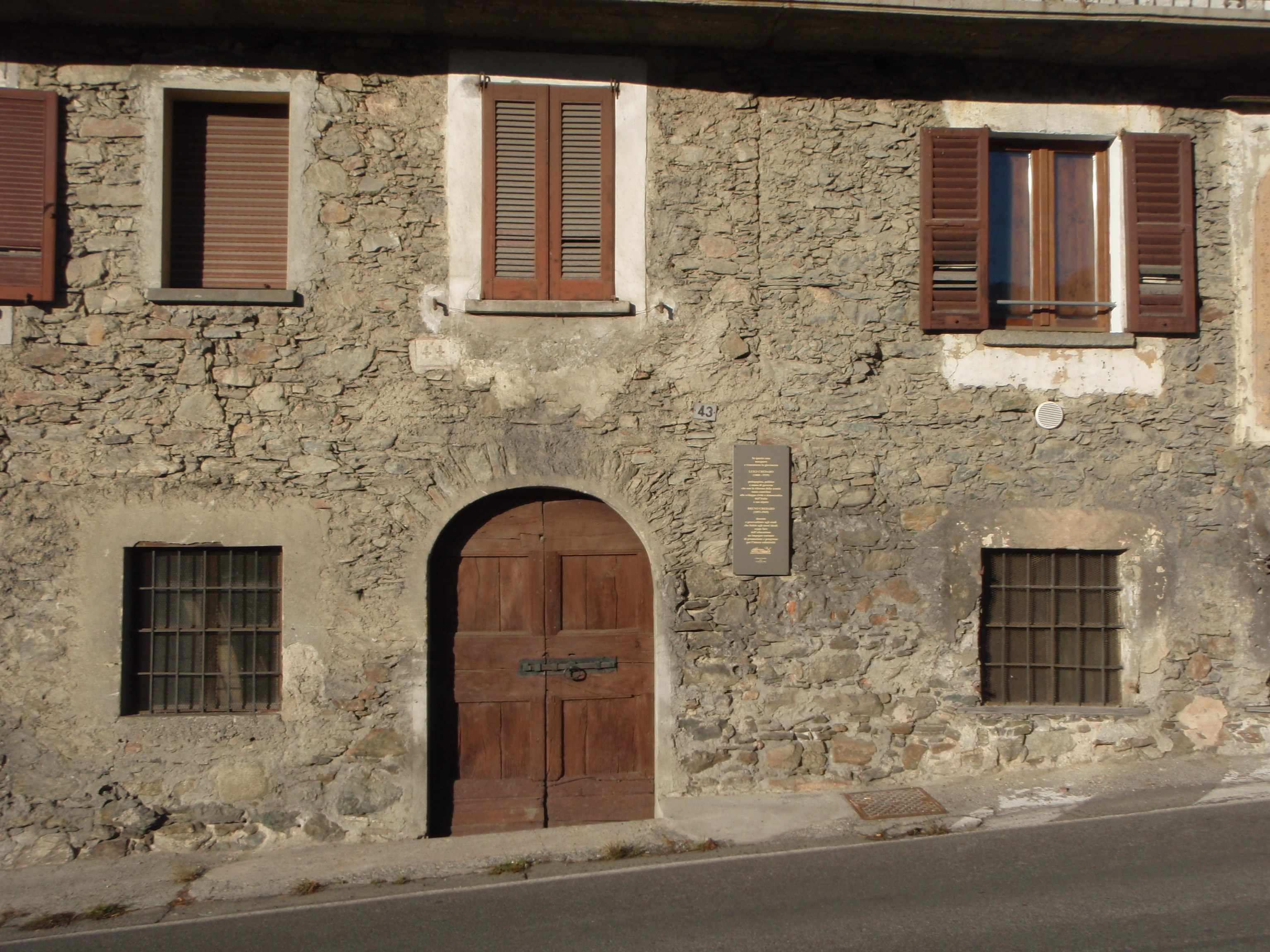
Casa natale di Luigi Credaro

Laureato in Filosofia all'Università degli Studi di Pavia nel 1885, dove fu convittore del Collegio Ghislieri, divenne insegnante di liceo. Nel 1889 si recò a Lipsia per perfezionarsi nello studio della filosofia e della psicologia; ebbe come maestro Wilhelm Wundt. Tornato in Italia, insegnò a Pavia, ove ebbe la cattedra di Storia della filosofia.
Nel 1907 fondò la Rivista pedagogica.
Nel 1901 gli fu affidata la cattedra di Pedagogia alla Sapienza - Università di Roma, ove insegnò sino al 1935.
Fu deputato del Partito Radicale e ministro della pubblica istruzione del Regno d'Italia nei governi Luzzatti e Giolitti IV tra il 1910 e il 1914. In tale veste, nel 1911, istituì il Liceo moderno.
Fu relatore nella presentazione della Legge del 24 dicembre 1904 nº 689, che istitutiva dei Corsi di perfezionamento, o più comunemente Scuole pedagogiche, di durata biennale, di preparazione per l'esercizio all'ispettorato o per la direzione didattica delle scuole.
Fu l'ispiratore della legge Daneo-Credaro del 1911, che stabiliva che lo stipendio dei maestri delle scuole elementari fosse a carico del bilancio dello Stato, e non più dei Comuni, contribuendo così in maniera determinante all'eliminazione dell'analfabetismo in Italia. Prima di questa legge, infatti, i comuni di campagna e quelli più poveri, specie nel Sud, non erano in grado di istituire e mantenere scuole elementari e pertanto rendevano di fatto inapplicata la legge Coppino del 1877 sull'obbligo scolastico.
Si interessò attivamente dei problemi agricoli e forestali della provincia di Sondrio. Pubblicò numerose opere, in particolare sui filosofi tedeschi Immanuel Kant e Johann Friedrich Herbart.
Il 20 luglio 1919 fu nominato Commissario Generale Civile della Venezia Tridentina, ossia la suprema autorità del Trentino-Alto Adige che stava per essere formalmente annesso all'Italia. In tale veste tentò una politica particolarmente conciliante verso la minoranza di lingua tedesca e rispettosa dell'ordinamento amministrativo decentrato della regione, scontrandosi in più occasioni con l'ultranazionalista Ettore Tolomei. In seguito, anche a causa delle pressioni dei nazionalisti, la sua politica nei confronti della minoranza di lingua tedesca si fece più intransigente. Testimonianza ne è la cosiddetta Lex Corbino (elaborata da Credaro) sull'istituzione di scuole elementari nelle nuove province che è considerata da una parte della storiografia strumento per potenziare la presenza italiana soprattutto nel territorio mistilingue della regione a danno della minoranza tedesca. Ciononostante, il 5 ottobre 1922 subì l'assalto di una squadra d'azione fascista che lo costrinse alle dimissioni per far luogo all'insediamento di un prefetto di Trento.
Terminò quindi la sua carriera politica in disparte rispetto al regime che si andava consolidando, pur mantenendo il suo seggio da senatore.
Fece parte della Massoneria.

## Opere
- Lo scetticismo degli Accademici, 2 voll., Roma, Tip. alle Terme Diocleziane, 1889-1893. Rist. anastatica: Milano, Istituto editoriale cisalpino, 1985.
- Il problema della libertà di volere nella filosofia dei Greci, Milano, Tip. Bernardoni, 1892.
- La pedagogia di G.F. Herbart, Torino, Paravia, 1902.
- Alfonso Testa e i primordi del kantismo in Italia, Catania, Battiato, 1913.
- Guglielmo Wundt: ricordi di uno scolaro del 1887-88, Milano, Società Anonima Editrice Dante Alighieri, 1932.